# Neigungsschalter
Ein Neigungsschalter oder Neigungswinkelschalter (englisch tilt switch) ist ein elektrischer Schalter, der bei Überschreitung einer bestimmten Neigung einen Stromkreis schließt oder öffnet.

## Geschichtliches

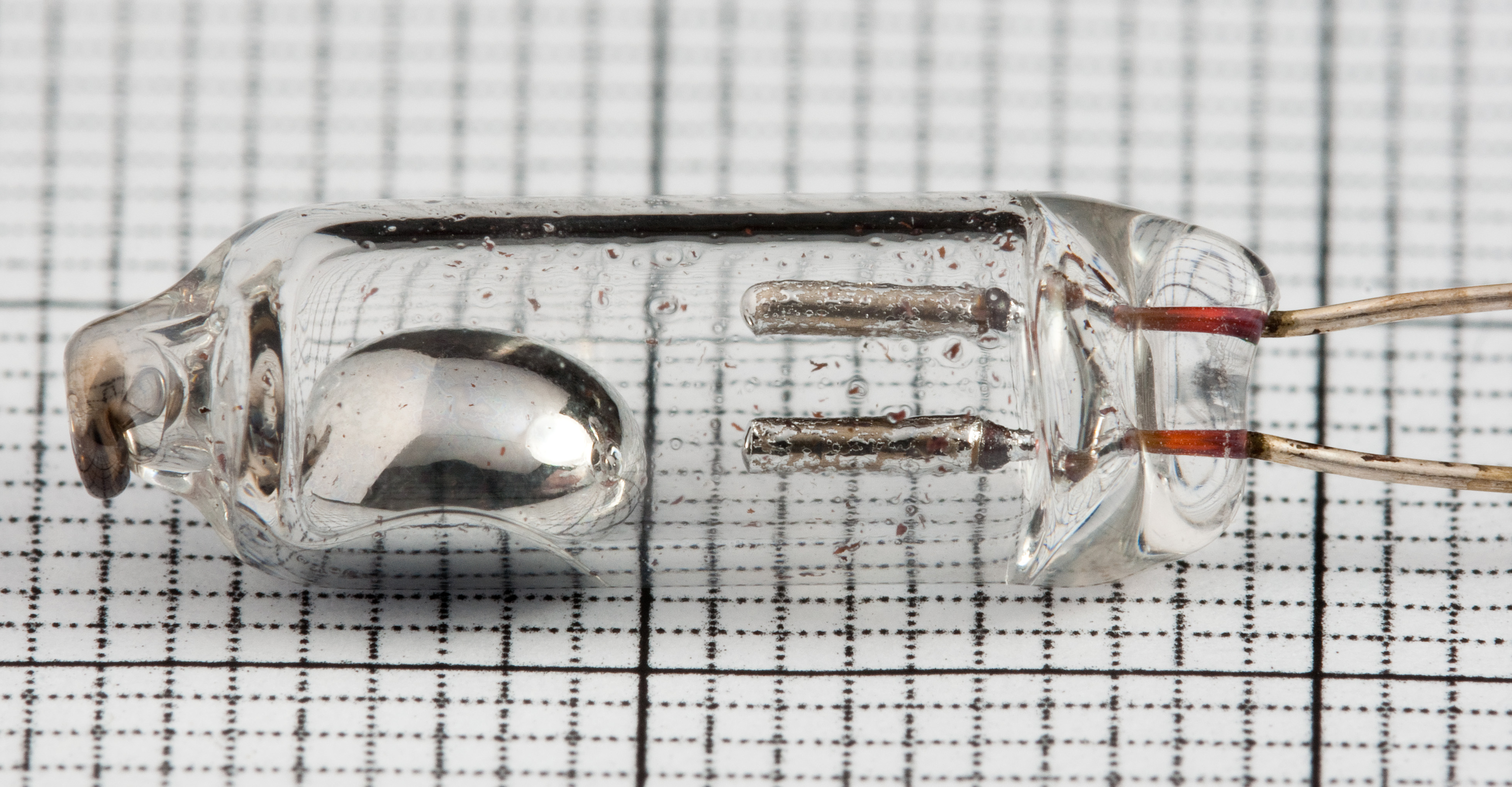
Neigungsschalter mit Quecksilber auf Millimeterpapier

Früher waren Neigungsschalter Quecksilberschalter, bei denen ein teilweise mit Quecksilber gefülltes, gegebenenfalls gebogenes Glasrohr mit zwei elektrischen Kontakten versehen ist, die beim Kippen über einen bestimmten Neigungswinkel durch das Quecksilber leitend verbunden werden. Solche Schalter finden sich teilweise in Deckeln von alten Gefriertruhen und dienen zum Schalten der Innenbeleuchtung. Auch in veralteten Quecksilberrelais und Fallbügelreglern kommen sie zum Einsatz.
Wegen der Giftigkeit von Quecksilber und der damit verbundenen Problematik bei der Elektronikschrottentsorgung enthalten heutige elektromechanische Neigungsschalter statt des Quecksilbers eine kleine Metallkugel, womit jedoch keine große Lasten direkt geschaltet werden können, so dass gegebenenfalls eine weitere Beschaltung erforderlich ist. Zum Teil verfügen elektromechanische Neigungsschalter über einen Kontakt, der mit Hilfe eines Magneten verschiebbar ist, um den Auslösewinkel einzustellen.
Elektronische Neigungsschalter messen mittels eines eingebauten Beschleunigungssensors die Beschleunigung, beispielsweise in einem Mikrosystem (MEMS), und lösen bei Unter- oder Überschreiten von – oft einstellbaren – Grenzwerten (Neigungswinkel) ein Relais aus, dessen Schaltkontakte nach außen geführt sind. Je nach System können mit diesen Neigungsschaltern mehrere Raumachsen getrennt voneinander und über eigene Relaiskontakte zur Auslösung gewählt werden. Der Grad der Neigung bis zum Auslösen des Schaltvorganges kann bei manchen Typen auch eingestellt werden und ist damit präziser justierbar als bei elektromechanischen Typen.

## Anwendung
Anwendungen liegen unter anderem in der Automatisierungstechnik, bei industriellen Steuerungen und bei Sicherheitsanwendungen wie Alarmanlagen, Kippschutzeinrichtungen bei landwirtschaftlichen Maschinen und Kränen, oder Totmanneinrichtungen. Neigungsschalter werden auch als Sprengfalle in Landminen wie die VS-50AR mit elektrischer Zündung verbaut: Wird der Sprengkörper gekippt, löst der Neigungsschalter die Zündkapsel aus.